# Wspólnota administracyjna Waldenburg
Wspólnota administracyjna Waldenburg (niem. Verwaltungsgemeinschaft Waldenburg) – wspólnota administracyjna w Niemczech, w kraju związkowym Saksonia, w okręgu administracyjnym Chemnitz, w powiecie Zwickau. Siedziba wspólnoty znajduje się w mieście Waldenburg.
Wspólnota administracyjna zrzesza jedną gminę miejską oraz dwie gminy wiejskie: 
- Oberwiera
- Remse
- Waldenburg